# Выборы в Законодательную думу Хабаровского края (2014)
Очередные выборы депутатов в Законодательную думу Хабаровского края шестого созыва состоялись 14 сентября 2014 года в единый день голосования.
В Законодательную думу Хабаровского края прошли три политические партии — «Единая Россия», ЛДПР, КПРФ
Законодательная дума Хабаровского края состоит из 36 депутатов, которые избираются сроком на пять лет.
Согласно Закону Хабаровского края «О выборах депутатов Законодательной думы Хабаровского края» выборы прошли по смешанной избирательной системе: 18 депутатов избирались по краевым партийным спискам по единому округу (пропорциональная система), выдвинутые избирательными объединениями; 18 депутатов Законодательной Думы избирались по одномандатным округам (мажоритарная система)

## Результаты выборов[1]
Окончательные результаты выборов в Законодательное думу Хабаровского края шестого созыва
| Место                      | Место                      | Партия                     | по единому округу | по единому округу | по единому округу | по одно- мандатным округам | всего         | всего   |
| Место                      | Место                      | Партия                     | Голоса            | %                 | Получено мест     | Получено мест              | Получено мест | %       |
| -------------------------- | -------------------------- | -------------------------- | ----------------- | ----------------- | ----------------- | -------------------------- | ------------- | ------- |
|                            | 1.                         | «Единая Россия»            | 149024            | 57,14 %           | 12                | 18                         | 30            | 83,33 % |
|                            | 2.                         | КПРФ                       | 36814             | 14,12 %           | 3                 | 0                          | 3             | 8,33 %  |
|                            | 3.                         | ЛДПР                       | 34805             | 13,34 %           | 3                 | 0                          | 3             | 8,33 %  |
|                            |                            |                            |                   |                   |                   |                            |               |         |
|                            | 4.                         | «Справедливая Россия»      | 11391             | 4,37 %            | 0                 | 0                          | 0             | 0 %     |
|                            | 5.                         | Родина                     | 9585              | 3,68 %            | 0                 | 0                          | 0             | 0 %     |
|                            | 6.                         | «Коммунисты россии»        | 5806              | 2,23 %            | 0                 | 0                          | 0             | 0 %     |
|                            | 7.                         | Яблоко                     | 4490              | 1,72 %            | 0                 | 0                          | 0             | 0 %     |
|                            |                            | Самовыдвижение             | —                 | —                 | —                 | 0                          | 0             | 0 %     |
| Недействительные бюллетени | Недействительные бюллетени | Недействительные бюллетени | 8895              | 3,74 %            |                   |                            |               |         |
| Всего                      | Всего                      | Всего                      | 260810            | 100 %             | 18                | 18                         | 36            | 100 %   |